# Illes de la Lleialtat
Les illes de la Lleialtat (en francès îles Loyauté) són un arxipèlag situat a 100 km a l'est de Nova Caledònia. Administrativament és una de les tres províncies que formen la col·lectivitat francesa de Nova Caledònia, anomenada simplement província de les illes en contraposició a Grande Terre (terra gran). Les illes principals són: Lifou, Maré, Ouvéa i Tiga.

## Història
Poblades per melanesis des de fa més de 3.000 anys, les illes van ser colonitzades més tard, entre els segles XVI a XVIII, per immigrants polinesis de Tonga, Samoa i Wallis.
Van ser descobertes, el 1793 per l'anglès Raven, capità d'un vaixell mercant de Sydney, i les anomenà Loyalty Islands (illes de la Lleialtat) destacant el tracte amistós dels habitants. Però no van ser explorades fins al 1827 per Dumont d'Urville. Al segle xix, després de les revoltes indígenes a Grande Terre, van ser deportats a les illes molts canacs (melanesis de Nova Caledònia).
Amb l'entrada en vigor de l'estatut Fabius-Pisani (llei de 23 d'agost de 1985), Nova Caledònia va ser dividida en quatre regions: Sud, Centre, Nord i Illes. Quan es va aprovar el nou estatut Pons II el gener de 1988, es modificaren les regions a 4, però les Illes es va mantenir com a regió administrativa.
Després dels Acords de Matignon de 1988 es va aprovar la divisió definitiva de Nova Caledònia (llei 88-1029 de 9 de novembre de 1988), mercè la qual les Illes Loyauté continuen sent una de les províncies originals del territori. Aquesta divisió fou confirmada per l'Acord de Nouméa de 1998.

## Geografia
La província de les Illes de la Lleialtat correspon a l'arxipèlag del mateix nom, compost de les illes principals (Maré, Lifou i Ouvéa, i la més petita de Tiga. Estan situades entre 100 i 150 quilòmetres de la costa est de Grande Terre, i a 272 quilòmetre a l'oest-sud-oest de l'illa d'Anatom, a Vanuatu.
Aquestes illes són carbonats alts que constitueixen la part emergida de l'arruga de les Lleialitat, relleu submarí nascut, com la Grande Terre, del plegament de l'escorça oceànica a l'est de la placa australiana. Les illes són per tant els pics de les arrugues que han anat apareixent des del Plistocè a causa de la proximitat de la zona de subducció de la placa de les Noves Hèbrides (on s'enfonsa la placa d'Austràlia per sota de la placa del Pacífic) que causa una protuberància placa oceànica australiana.

## Població
En quedar-se al marge de la colonització europea, les illes són avui un centre de cultura canac que alhora coexisteix amb una població polinèsia perifèrica. A Ouvéa les llengües vernacles són faga-uvea, d'origen polinesi, i ïaaï d'origen melanesi. A Mare i Lifou es parla nengone, iwateno i drehu, d'origen melanesi.
La població era de 22.080 habitants al cens del 2004, el 10% del total de Nova Caledònia. L'activitat principal és l'agricultura, l'exportació de copra i el turisme.

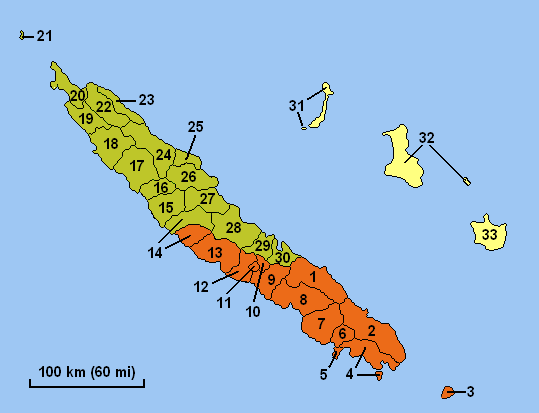
Mapa de les subdivisions administratives de Nova Caledònia
Illes de la Lleialtat
31. Ouvéa
32. Lifou
33. Maré

## Institucions i la política
La Província de les Illes és administrada per una Assemblea provincial amb seu a Wé, a l'illa de Lifou. Inicialment era composta de 7 membres de 1989 a 1999, aleshores va augmentar a 14 electes, dels que 7 també seuen al Congrés de Nova Caledònia. Són elegits per un mandat de 5 anys per sufragi universal directe i representació proporcional a 1 volta. L'assemblea escull el seu propi president (que ha de ser escollit en les dues primeres rondes de votació per majoria absoluta, o a la tercera per majoria simple) i tres vice-presidents.
La Província de les Illes està àmpliament dominada pels independentistes i l'esquerra local, és feu del FLNKS des de la seva creació el 1989, tot i que sovint s'hi han presentat en tres llistes diferents. La composició de l'Assemblea de les Illes des de desembre de 2009 és: 
- President : Néko Hnepeune (FLNKS-Unió Caledoniana, alcalde de Lifou des de 2001).
- 1r vicepresident : Jacqueline Deteix (FLNKS-UC)
- 2n vicepresident : Nidoïsh Naisseline (LKS)
- 3r vicepresident : Éliane Waitronyie Caihé (UNR-Palika).
- Membres per formació política:

- Majoria UC-LKS-UNR : 10 escons :
  - FLNKS-UC: 6 escons.
  - LKS: 2 escons.
  - UNR : 2 escons repartits:
    - UC Renouveau: 1 escó.
    - Palika diss. : 1 escó.

- Partit Laborista: 4 escons.

### Presidents de l'Assemblea de les Illes de la Lleialtat
- 1989-1995: Richard Kaloï (FLNKS-UC)
- 1995-1999 : Nidoïsh Naisseline (LKS)
- 1999-2004: Robert Xowie (FLNKS-UC)
- Des de 2004: Néko Hnepeune (FLNKS-UC)